# Sermaise (Maine i Loara)
Sermaise – miejscowość i gmina we Francji, w regionie Kraj Loary, w departamencie Maine i Loara.
Według danych na rok 2010 gminę zamieszkiwały 331 osób, a gęstość zaludnienia wynosiła 46 osób/km².